# Stive Vermaut
Stive Vermaut (* 22. Oktober 1975 in Ostende, Belgien; † 28. Juni 2004 in Roulers, Belgien) war ein belgischer Radrennfahrer.
Stive Vermaut von US Postal Service, Lotto-Adecco und Palmans-Collstrop beendete seine Karriere als Radprofi mit 26 Jahren, als er bei einer kleinen Rundfahrt in Italien einen Herzinfarkt erlitt. Bereits zuvor hatte er mehrfach unter Herzrhythmusstörungen gelitten.
Am 13. Juni 2004 erlitt Vermaut während einer privaten Radtour erneut einen Herzinfarkt. Am 28. Juni starb er in einem Krankenhaus im belgischen Roulers an einer Gehirnblutung.